# 웨스트 커우스트 레인저스
웨스트 커우스트 레인저스(영어: West Coast Rangers Football Club)는 뉴질랜드 훼누아파이에 연고를 둔 아마추어 축구 클럽이다.
2021년 와이타케레시와 노웨스트 유나이티드의 합병으로 결성된 웨스트 커스트 레인저스는 이전에 뉴질랜드 내셔널리그 예선 리그의 일부인 노던 리그에 참여했다. 하지만 한 시즌 만에 강등됐다.
여자 팀은 현재 뉴질랜드 여자 내셔널리그에 참가하고 있다.
클럽은 또한 남녀를 위한 뉴질랜드 최고의 녹아웃 토너먼트 채텀 컵과 케이트 셰퍼드 컵 모두 참가한다. 두 팀 모두 2021년 채텀 컵 과 2021년 케이트 셰퍼드 컵 예선 라운드 에서 부전승을 거두었고, 남자 팀도 다른 랭킹 팀과 함께 1라운드에서 부전승을 거두었다. 남자팀은 채텀 컵 첫 경기에서 패했다.여자 팀은 첫 경기를 2-0의 승리를 거두었다.